# Sean O'Donnell
Sean O'Donnell is een Ierse zanger en gitarist en speelt sedert 2005 bij The Battlefield Band. Hij is afkomstig uit Derry, Noord-Ierland en speelt al gitaar sinds zijn zestiende jaar. Daarnaast speelt hij bas, bouzouki en cither. In 1996 kwam hij naar Schotland en speelde daar met de Schots-Ierse band Bionic, The Emily Smith Band, The Michael McGoldrick Band en Daimh. Voor The Battlefield Band deed hij mee aan de opname voor The Road of Tears. Vanaf 12 december 2008 is Sean in samenwerking gegaan met de leadzanger van Yellowcard, Ryan Key.